# 箙

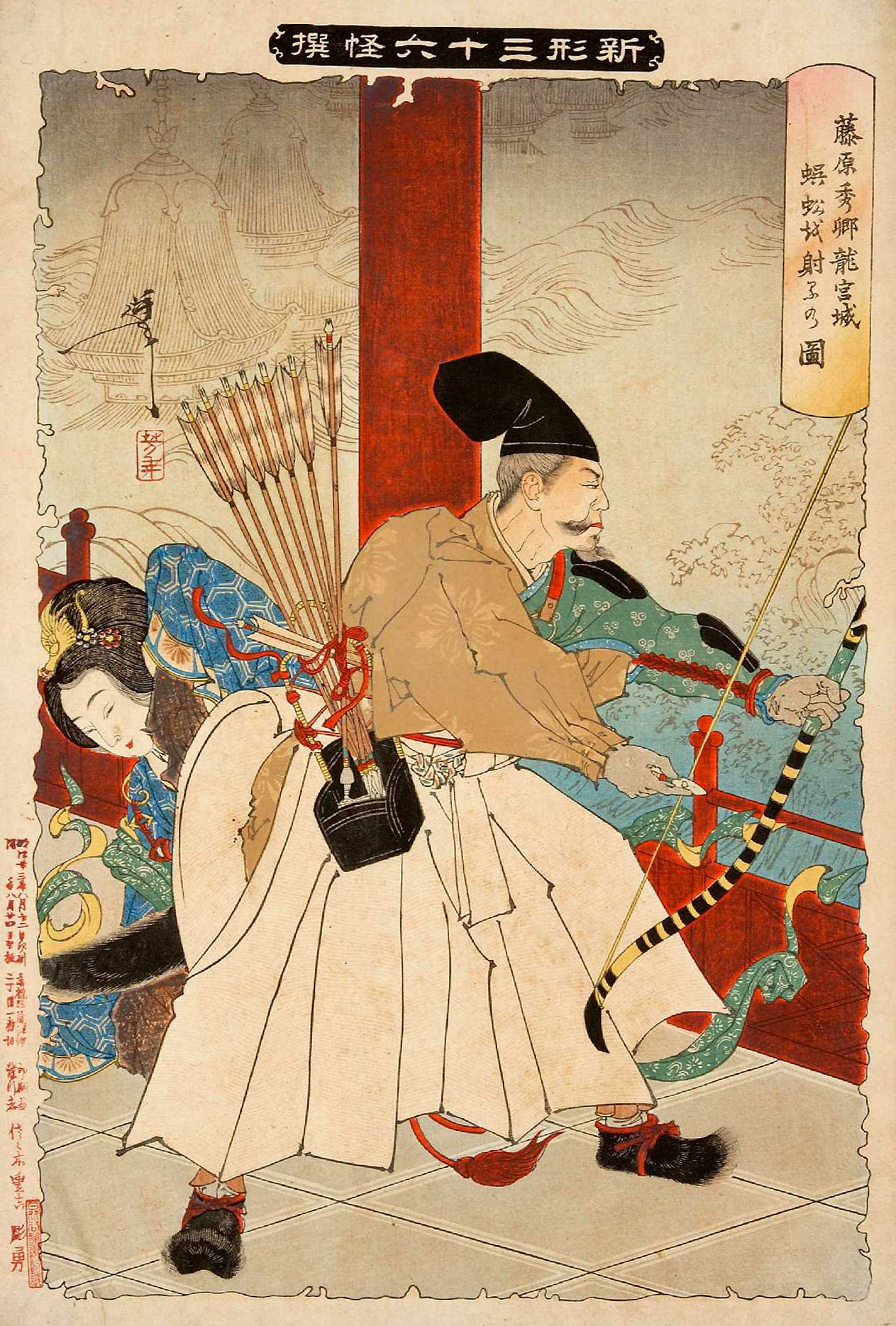
腰に箙を着けた武士（『新形三十六怪撰』1890年）

箙（えびら、英: quiver）とは、矢を入れて肩や腰に掛け、携帯する容器のこと。「やなぐい」とも読む。矢筒（やづつ）、靫（ゆぎ/うつぼ）とも呼ばれる。

## 概要
矢を差す箱型の「方立（ほうだて）」に、「端手（はたて）」と呼ばれる矢を寄せかけるための支えが付き、端手に紐をつけて腰や背につける。神社の儀飾としても使用され、「平やなぐい」や「壷胡やなぐい」などが一般的である。
矢を引き抜く際は、矢尻の方を持って少し持ち上げ、矢尻を方立の固定から外して引き抜く。これは矢籠や空穂も同様である。

## 能
能の演目に『箙』がある。二番目物の勇士物。寿永3年（1184年）の源平生田の森の合戦で、梶原景季が梅の枝を箙に差して戦った故事にちなんだ作品。